# Modjeska Monteith Simkins
Mary Modjeska Monteith Simkins (* 5. Dezember 1899 in Columbia, South Carolina, als Mary Modjeska Monteith; † 5. April 1992 ebenda), kurz Modjeska M. Simkins oder Modjeska Simkins, war eine US-amerikanische Bürgerrechtsaktivistin aus South Carolina.

## Leben
Modjeska Monteith Simkins wurde 1899 in Columbia in den damals rassengetrennten Südstaaten geboren. Ihre afroamerikanischen Eltern waren Teil der Niagara-Bewegung und zogen ihre Tochter auf einem Bauernhof außerhalb Columbias auf. Ihren ersten Vornamen „Mary“ führte sie seit der Hauptschule nicht mehr. Nach dem Schulabschluss besuchte sie das Benedict College, eine private afroamerikanische Hochschule in Columbia, wo sie 1922 mit einem Bachelor graduierte. Ab 1921 war sie selbst als Lehrerin tätig, ehe sie 1929 den zweifach verwitweten Unternehmer Andrew Whitfield Simkins (1881–1965) heiratete. Danach beendete ihre Schule das Anstellungsverhältnis. In den nächsten Jahren setzte sie ihre Hochschulstudien an der Columbia University und der University of Michigan fort. Daneben war sie sowohl in den 1920ern und 1930ern in verschiedenen zivilgesellschaftlichen Organisationen der Region aktiv, darunter in der Commission on Interracial Cooperation, dem Southern Conference Educational Fund und der Southern Conference for Human Welfare. Gleiches galt für diverse lokale Frauen- und Bürgerrechtsorganisationen. Ab 1931 war sie festangestellte Beauftragte für die afroamerikanische Community innerhalb der South Carolina Tuberculosis Association und war damit South Carolinas einzige fest angestellte afroamerikanische Gesundheitsbeamtin. Neben der Bekämpfung der Tuberkulose gehörten auch eine Vielzahl von anderen gesundheitlichen Themen zu ihrem Arbeitsgebiet, durch das sie immer mehr auf die sozialen Probleme anderer Afroamerikaner in allen Teilen des Bundesstaates aufmerksam wurde. Immer mehr engagierte sie sich innerhalb der Bürgerrechtsbewegung und besonders in der National Association for the Advancement of Colored People (NAACP), der damals führenden Bürgerrechtsorganisation. Lange Jahre gehörte sie dem Vorstand der NAACP von Columbia an, 1939 war sie Mitglied des Gründungsvorstands der NAACP von South Carolina. Zwei Jahre später stieg sie zur Generalsekretärin der NAACP in South Carolina auf. Innerhalb der South Carolina Tuberculosis Association wurde ihr Engagement innerhalb der Bürgerrechtsbewegung jedoch skeptisch beäugt und sie verlor deshalb 1942 ihre Anstellung. Ihren Aktivismus aber setzte sie fort.
Als Generalsekretärin der NAACP von South Carolina nahm Simkins fortan eine aktive Rolle in der Bürgerrechtsbewegung des Staates wahr. Inhaltlich zeigte sich dies zunächst an zwei Schwerpunkten, dem Kampf ums Wahlrecht und dem Kampf gegen die Rassentrennung in Schulen. Simkins war zunächst an der Organisation und Durchführung des Gerichtsfalles Elmore v. Rice beteiligt, in dem ein Afroamerikaner auf sein Recht klagte, an den Vorwahlen der Demokratischen Partei teilnehmen zu dürfen. Bislang hatten die Demokraten dieses Recht Afroamerikanern verwehrt („white primaries“), legitimiert dadurch, dass die Partei sich als „privater Klub“ definierte, der sich seine Mitglieder – und damit die Wähler in seinen Vorwahlen – aussuchen konnte. Erschwerend kam hinzu, dass die damals im Süden für die Rassentrennung agierenden Demokraten die einzige bedeutende Partei des Bundesstaates waren; die gegen die Rassentrennung eingestellte Republikanische Partei existierte zwar in diesem von weißen Amerikanern dominierten politischen System, war aber bedeutungslos. Ende der 1940er konnte in Elmore v. Rice und im Anschlussfall Brown v. Baskin das System der white primaries in South Carolina verboten werden; die afroamerikanische Community erlangten so zumindest formal Zugang zu den demokratischen Vorwahlen. Wenig später war Simkins an der Organisation eines weiteren bedeutenden Falls beteiligt: In Briggs v. Elliott führte die NAACP einen Prozess gegen die Rassentrennung in den Schulen im Clarendon County, stellvertretend für alle Schulen in South Carolina und den USA. Der Fall ging später in den berühmten Gerichtsfall Brown v. Board of Education auf, in dem der Supreme Court die Rassentrennung an Schulen unter der Doktrin „separate but equal“ für praktisch unmöglich und damit für verfassungswidrig erklärte.
Tatsächlich waren es aber Simkins’ Bemühungen um die politische Beteiligung von Afroamerikanern, die ihr folgendes Engagement prägte. In den 1940ern war sie an der Organisation des Southern Negro Youth Congress beteiligt, ab Ende der 1940er gehörte sie dem Columbia Women’s Council an, einem Netzwerk afroamerikanischer Frauenorganisationen, die sich aktiv für die politische Beteiligung afroamerikanischer Frauen engagierte. Sie selbst gehörte zunächst der Republikanischen Partei an, die für die Bürgerrechtsaktivisten als Oppositionspartei zu den herrschenden Demokraten ein erster Anlaufpunkt im politischen Kampf gegen die Rassentrennung war. Simkins war Teil des Parteivorstands von South Carolina; 1948 war sie Parteivorsitzende der Republikaner im Richland County. Nichtsdestotrotz pflegte sie auch enge Verbindungen zur Progressive Democratic Party um John Henry McCray und Osceola McKaine, einer afroamerikanisch geführten Splitterfraktion der Demokratischen Partei. 1952 trat Simkins aus der Republikanischen Partei aus. Doch Simkins übernahm auch andere Aufgaben innerhalb der afroamerikanischen Community: Mitte der 1950er leitete sie interimsweise als Herausgeberin und Redakteurin die afroamerikanische Tageszeitung Lighthouse and Informer, schon zuvor hatte sie regelmäßig Artikel für die afroamerikanische Nachrichtenagentur Associated Negro Press verfasst. 1957 verlor sie nach 16 Jahren ihren Posten als NAACP-Generalsekretärin in South Carolina, als sie das Komitee für unamerikanische Umtriebe im US-Kongress kommunistischer Verbindungen für schuldig befand. Ab Ende der 1950er gehörte sie zu den Leitungsfiguren des Richland County Citizens’ Commitee, das sich für parteiübergreifende Politik im Richland County engagierte.
Auch andere Mitglieder der Familie Monteith waren innerhalb der Bürgerrechtsbewegung engagiert: Ihre Schwester, die Lehrerin R. Rebecca Monteith, war eine Klageführerin in einem Prozess für gleiche Bezahlung im Bildungsbereich; ihre Nichte Henrie Monteith wurde 1963 per Gerichtsbeschluss als erste Afroamerikanerin an der bis dahin segregierten University of South Carolina zugelassen. Wie viele Frauen innerhalb der Bürgerrechtsbewegung engagierte sich Simkins besonders in lokalen und regionalen Organisationen und trug so in bedeutendem Maße zum Wandel auf lokaler und regionaler Ebene bei. Trotz ihres großen Engagements in South Carolina ist ihr Name auf nationaler Ebene unbekannt geblieben; in South Carolina erfuhr sie vor allem in ihren letzten Lebensjahren allgemeine Anerkennung, galt sie doch als „Matriarchin“ der lokalen Bürgerrechtsbewegung. Simkins selbst blieb bis ins hohe Alter in der Bürgerrechtsbewegung aktiv und engagierte sich später auch für die Friedens- und die Umweltbewegung. 1983 kandidierte sie erfolglos für den Stadtrat von Columbia. Sie starb 1992 im Alter von 92 Jahren in Columbia und wurde in ihrer lebenslangen Heimatstadt auch begraben. Ihr Nachlass befindet sich in der Bibliothek der University of South Carolina, ihr langjähriger Wohnsitz ist heute unter dem Namen Modjeska Monteith Simkins House ein Baudenkmal.